# Nicotine (Chef'Special)
Nicotine is een nummer van de Nederlandse band Chef'Special uit 2018. Het is de zesde single van hun derde studioalbum Amígo.
"Nicotine" is een rustige ballad, en een van de kleinere liedjes op het album "Amígo". Het nummer gaat over liefde die zo verslavend werkt dat je er niet vanaf kunt blijven. "Nicotine" werd een klein hitje in Nederland; het haalde een bescheiden 19e positie in de Nederlandse Top 40. In Vlaanderen haalde het de 40e positie in de Tipparade.
De videoclip van het nummer werd vooral opgenomen in de regio Rotterdam, zo zijn o.a. het centraal station, de Maastunnel en de Rotterdamse haven te zien. Daarnaast werd de videoclip opgenomen in Berlijn. 

## NPO Radio 2 Top 2000
| Nummer met noteringen in de NPO Radio 2 Top 2000 | '18  | '19  | '20  | '21  | '22  | '23  |
| ------------------------------------------------ | ---- | ---- | ---- | ---- | ---- | ---- |
| Nicotine                                         | 1079 | 1420 | 1523 | 1526 | 1798 | 1850 |

1. ↑  Een vetgedrukt getal geeft de hoogste notering aan.
2. ↑  2018 was het eerste jaar met een notering voor dit nummer.
3. ↑  Deze tabel is bijgewerkt tot en met de laatste editie (2024).